# Efeito transbordamento
Um efeito transbordamento em economia, é um evento econômico em um contexto que ocorre por causa de outro evento em um contexto aparentemente não relacionado. Por exemplo, as externalidades da atividade econômica são efeitos de transbordamento não-monetário sobre os não participantes. Os odores de uma usina de processamento são efeitos de transbordamento negativos sobre seus vizinhos; a beleza do jardim de flores de um proprietário é um efeito de transbordamento positivo sobre os vizinhos.
Da mesma forma, os benefícios econômicos do aumento do comércio são os efeitos de transbordamento previstos na formação de alianças multilaterais de muitos países da região: por exemplo, SAARC (Associação Sul-Asiática de Cooperação Regional), ASEAN (Associação de Nações do Sudeste Asiático).
Em uma economia em que alguns mercados falham, essa falha pode influenciar a demanda ou o comportamento de oferta de participantes afetados em outros mercados, fazendo com que sua demanda efetiva ou oferta efetiva sejam diferentes de sua demanda ou oferta (não restrita).
Outro tipo de transbordamento é gerado pela informação. Por exemplo, quando mais informações sobre alguém geram mais informações sobre pessoas relacionadas a ela, e essa informação ajuda a eliminar assimetrias nas informações, os efeitos de transbordamento são positivos (essa questão tem sido encontrada constantemente na literatura de economia e finanças, por exemplo o caso dos mercados bancários locais).
Em macroeconomia, é possível verificar efeito transbordamento quando um aumento de gastos públicos em um país elevam o nível de renda e o poder de compra desse país, que levam a um aumento das importações do estrangeiro e um consequente aumento do nível de produto do país estrangeiro.